# Organización territorial de Malaui
Malaui está dividido en veintiocho distritos, los cuales están agrupados en tres regiones:
- Región Central
  - 1 - Dedza
  - 2 - Dowa
  - 3 - Kasungu
  - 4 - Lilongüe
  - 5 - Mchinji
  - 6 - Nkhotakota
  - 7 - Ntcheu
  - 8 - Ntchisi
  - 9 - Salima

- Región del Norte
  - 10 - Chitipa
  - 11 - Karonga
  - 12 - Likoma
  - 13 - Mzimba
  - 14 - Nkhata Bay
  - 15 - Rumphi

- Región del Sur
  - 16 - Balaka
  - 17 - Blantyre
  - 18 - Chikwawa
  - 19 - Chiradzulu
  - 20 - Machinga
  - 21 - Mangochi
  - 22 - Mulanje
  - 23 - Mwanza
  - 24 - Nsanje
  - 25 - Thyolo
  - 26 - Phalombe
  - 27 - Zomba
  - 28 - Neno

- Datos: Q7631058
- Multimedia: Subdivisions of Malawi / Q7631058